# Гаранго
Гаранго (фр. Garango) — город и городская коммуна в Буркина-Фасо.

## География и климат
Город Гаранго расположен на юге Буркина-Фасо, в провинции Булгу Восточно-Центральной области страны, севернее горы Булгу, на высоте 238 м над уровнем моря. Площадь городской коммуны составляет 79 км². В административном отношении город подразделяется на 7 секторов, территория городской коммуны — на 14 деревень. Действующий мэр — Андре Мария Зуре. Статус города Гаранго получил в 1982 году.
Климат в регионе обусловлен сменами сухого и дождливого сезонов. В среднем в Гаранго ежегодно выпадает около 700 мм осадков. Температурная вилка — между 20 °C (в декабре) и 40°с (в апреле-мае).

## Экономика
Хозяйственная деятельность населения — преимущественно аграрная. В городе развиты кустарные ремесленные промыслы. За городом выращивается просо, рис, кукуруза, овощи, арахис и хлопок. Содержится также мелкий рогатый скот, свиньи и домашняя птица. Молочное животноводство местным жителям неизвестно. Экспортируется из региона Гаранго лишь лук. Каждые 3 дня в городе устраиваются базарные дни для сбыта сельхозпродукции.

## Население
По данным на 2013 год численность населения города составляла 65 442 человека. Численность населения городской коммуны по данным переписи 2006 года составляет 71 408 человек. Гаранго является местом компактного проживания народности биса, переселившейся сюда в начале XIX века, и резиденцией верховного правителя бисса — нааба.
Динамика численности населения города по годам:
| 1996   | 2005   | 2006   | 2013   |
| ------ | ------ | ------ | ------ |
| 28 291 | 35 688 | 51 564 | 65 442 |

## Города-партнёры
- Лаваль[4]
- Ладенбург